# Erzberg (Wörnitz)

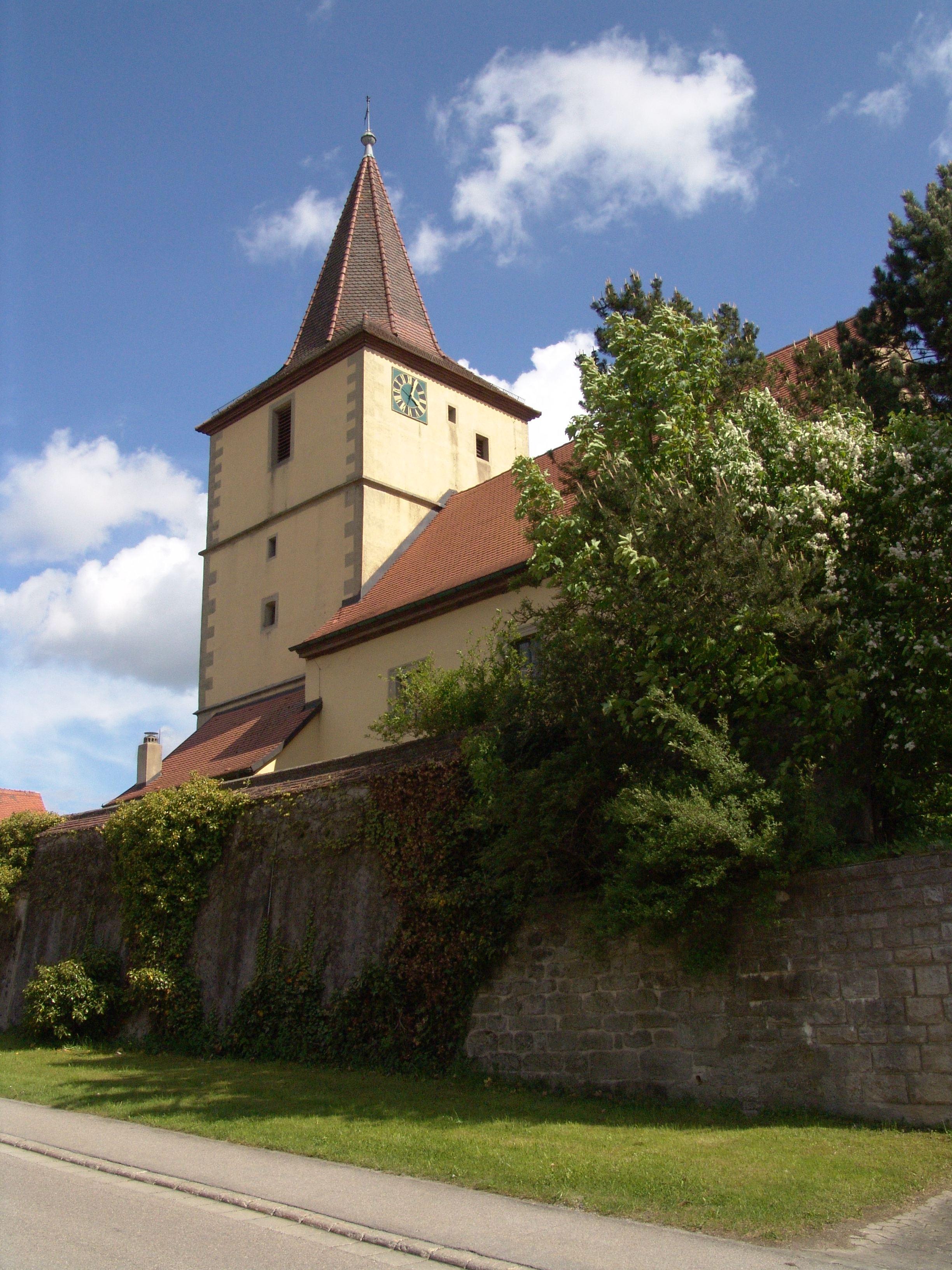
St. Gallus

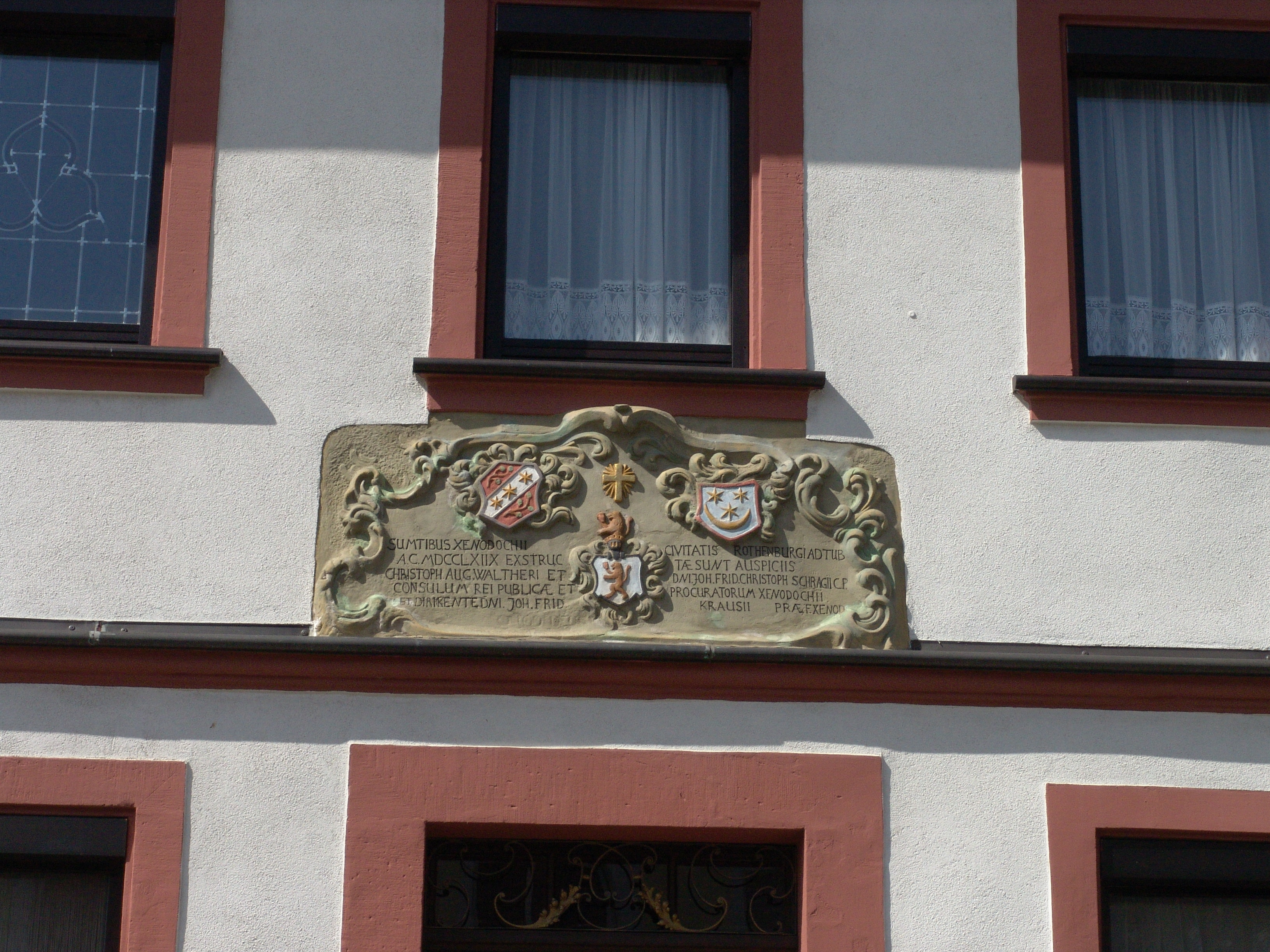
Wappenrelief an Haus Nummer 7

Erzberg ist ein Gemeindeteil der Gemeinde Wörnitz im Landkreis Ansbach (Mittelfranken, Bayern). Die Gemarkung Erzberg hat eine Fläche von 7,948 km². Sie ist in 702 Flurstücke aufgeteilt, die eine durchschnittliche Fläche von 11.322,27 m² haben. In ihr liegen neben dem namensgebenden Ort die Gemeindeteile Arzbach, Bastenau, Harlang, Kleinmühlen und Rothof.

## Geographie
Das Pfarrdorf liegt am Arzbacher Mühlbach (im Unterlauf Waldhausener Mühlbach genannt), einem rechten Zufluss der Wörnitz, und am Harlanggraben, einem linken Zufluss des Arzbacher Mühlbach. Nordwestlich des Ortes grenzt die Schillingsfürst-Wettringer Hardt an, die Teil der Frankenhöhe ist. Im Nordosten liegt das Flurgebiet Weißlohe.
Eine Gemeindeverbindungsstraße führt nach Arzbach zur Kreisstraße AN 16 (0,8 km westlich) bzw. nach Mühlen zur Kreisstraße AN 5 (1,7 km östlich), eine weitere führt zur AN 5 bei Bösennördlingen (2 km östlich).

## Geschichte
Von St. Peter und Paul (Wettringen) aus wurde in Erzberg die St. Galluskirche gegründet. 1330 erhielt diese Pfarrpfründe, 1393 wurde sie selbständig. 1544 wurde die Kirchengemeinde evangelisch-lutherisch. 1723 hatte die Kirchengemeinde 419 Mitglieder, 1778 waren es 514.
1800 gab es in Erzberg 20 Gemeinderechte, von denen 2 der Reichsstadt Rothenburg und 18 dem Deutschen Orden unterstanden.
Mit dem Gemeindeedikt (frühes 19. Jahrhundert) wurde der Steuerdistrikt Erzberg gebildet. Zu diesem gehörten Arzbach, Grüb, Harlang, Kleinmühlen und Rothof gehörten. Wenig später entstand die Ruralgemeinde Erzberg mit den Orten Arzbach, Bastenau, Harlang, Kleinmühlen und Rothhof. Sie war in Verwaltung und Gerichtsbarkeit dem Landgericht Rothenburg und in der Finanzverwaltung dem Rentamt Rothenburg ob der Tauber zugeordnet (1919 in Finanzamt Rothenburg ob der Tauber umbenannt). Ab 1858 gehörte Erzberg zum Landgericht Schillingsfürst und ab 1862 zum Bezirksamt Rothenburg ob der Tauber (1939 in Landkreis Rothenburg ob der Tauber umbenannt). In der Gerichtsbarkeit blieb das Landgericht Schillingsfürst zuständig (1879 in Amtsgericht Schillingsfürst umbenannt), von 1928 bis 1973 war es das Amtsgericht Rothenburg ob der Tauber. Die Gemeinde hatte 1964 eine Gebietsfläche von 7,924 km². Im Zuge der Gebietsreform in Bayern wurde diese am 1. November 1971 nach Wörnitz eingemeindet.

### Baudenkmäler
In Erzberg gibt es drei Baudenkmäler:
- Evang.-Luth. Pfarrkirche St. Gallus, Langhaus 1722, Chorturm 14. Jahrhundert; mit Ausstattung; Friedhof, wohl im Kern spätmittelalterliche Ummauerung, mit Grabsteinen.
- Haus Nr. 6: Einfaches Fachwerkwohnhaus, mittleres 19. Jh.
- Haus Nr. 7: Wappenrelief, 1778.

ehemaliges Baudenkmal
- Ehemaliges Schulhaus. Spätes 18. Jahrhundert. Westlich der Kirche an die Innenseite der Friedhofsmauer stoßendes, langgestrecktes Gebäude mit Fachwerkobergeschoss und Mansarddach. Im südlichen Teil Durchgang zum Friedhof.[12]

### Bodendenkmäler
In der Gemarkung Erzberg gibt es vier Bodendenkmäler, darunter:
- Befestigungsgraben auf dem Kamm des „Firstle“. Kleiner, etwas gebogener Halsgraben unbekannten Alters. Wohl von einer mittelalterlichen Anlage herrührend.[13]

### Einwohnerentwicklung
Gemeinde Erzberg
| Jahr      | 1818  | 1840   | 1852   | 1855   | 1861   | 1867   | 1871   | 1875   | 1880   | 1885   | 1890   | 1895   | 1900   | 1905   | 1910   | 1919   | 1925   | 1933   | 1939   | 1946   | 1950   | 1952   | 1961  | 1970   |
| Einwohner | 346   | 384    | 371    | 381    | 384    | 390    | 377    | 357    | 347    | 374    | 379    | 367    | 362    | 328    | 344    | 326    | 334    | 322    | 302    | 357    | 358    | 316    | 265   | 249    |
| Häuser    | 68    | 76     |        |        |        |        | 70     |        |        | 69     | 68     |        | 69     |        |        |        | 65     |        |        |        | 58     |        | 56    |        |
| Quelle    | [ 7 ] | [ 15 ] | [ 16 ] | [ 16 ] | [ 17 ] | [ 18 ] | [ 19 ] | [ 20 ] | [ 21 ] | [ 22 ] | [ 23 ] | [ 16 ] | [ 24 ] | [ 16 ] | [ 25 ] | [ 16 ] | [ 26 ] | [ 16 ] | [ 16 ] | [ 16 ] | [ 27 ] | [ 16 ] | [ 9 ] | [ 28 ] |

Ort Erzberg
| Jahr      | 001818 | 001840 | 001861 | 001871 | 001885 | 001900 | 001925 | 001950 | 001961 | 001970 | 001987 |
| Einwohner | 112    | 125    | 123    | 128    | 120    | 109    | 118    | 133    | 90     | 79     | 72     |
| Häuser    | 20     | 26     |        |        | 23     | 23     | 23     | 20     | 19     |        | 19     |
| Quelle    | [ 7 ]  | [ 15 ] | [ 17 ] | [ 19 ] | [ 22 ] | [ 24 ] | [ 26 ] | [ 27 ] | [ 9 ]  | [ 28 ] | [ 1 ]  |

## Religion
Der Ort ist Sitz der Pfarrei St. Gallus und seit der Reformation evangelisch-lutherisch geprägt. Die Einwohner römisch-katholischer Konfession sind nach Kreuzerhöhung (Schillingsfürst) gepfarrt.